# Меса, Пабло
Па́бло Фабиа́н Ме́са Мармоле́хо (исп. Pablo Fabián Meza Marmolejo; род. 29 января 1997 года в Луке, Парагвай) — парагвайский футболист, защитник клуба «Хенераль Диас».

## Клубная карьера
Меса — начал профессиональную карьеру в клубе «Хенераль Диас». 26 марта 2017 года в матче против «Либертада» он дебютировал в парагвайской Примере.

## Международная карьера
В 2017 года Меса принял участие в молодёжном чемпионате Южной Америки в Эквадоре. На турнире он сыграл в матчах против команд Колумбии, Чили, Бразилии и Эквадора.